# JBJ (nhóm nhạc)
JBJ (tiếng Hàn: 제이비제이, viết tắt của Just Be Joyful) là một nhóm nhạc nam Hàn Quốc bước ra từ chương trình Produce 101 Mùa 2 của Mnet trong năm 2017 dưới sự quản lý của công ty Fave Entertainment trong khi đó CJ E&M giám sát việc phát hành sản xuất album cho nhóm. Nhóm gồm 6 thành viên: Noh Tae-hyun, Takada Kenta, Kim Sang-gyun, Kim Yong-guk, Kwon Hyun-bin và Kim Dong-han. JBJ chính thức ra mắt vào ngày 18 tháng 10 năm 2017 với mini album "Fantasy".

## Lịch sử

### Trước khi ra mắt
Tháng 4/2017, Mnet phát sóng tập đầu tiên của chương trình thực tế sống còn Produce 101 Mùa 2. Đây là chương trình cho 101 thực tập sinh từ các công ty giải trí Hàn Quốc tham gia nhằm tìm kiếm một nhóm nhạc nam mới gồm 11 thành viên do YMC Entertainment quản lý và quảng bá trong khoảng 2 năm. Tập cuối phát sóng ngày 16/6 đã lập ra nhóm Wanna One. Cùng ngày hôm đó, những người hâm mộ của chương trình cũng bày tỏ sự mong muốn lập nên một nhóm nhạc mới từ các thực tập sinh bị loại tương tự nhóm I.B.I của mùa 1. Những thực tập sinh đó là Takada Kenta của Star Road Entertainment, Kim Yong-guk của Choon Entertainment, Kim Sang-gyun của Hunus Entertainment, và Kim Tae-dong của The Vibe Label (sau đổi tên thành Music Nine). Người hâm mộ đặt tên cho nhóm là JBJ, viết tắt của Just Be Joyful. Sau này Noh Tae-hyun của Ardor and Able (sau đổi tên thành Star Crew Entertainment), Kim Dong-han của Oui Entertainment và Kwon Hyun-bin của YGKPlus cũng được người hâm mộ đưa vào các bức fanart của nhóm. Bức ảnh cả nhóm chụp chung được Taehyun đăng tải trên Instagram nhận được nhiều phản ánh tích cực từ phía người hâm mộ.
Thảo luận chính thức về nhóm và ngày ra mắt bắt đầu vào khoảng đầu tháng 7/2017 giữa 7 thành viên chính và đại diện từ phía công ty của họ. CJ E&M và LOEN Entertainment cũng tham gia vào cuộc thảo luận với tư cách là công ty quản lý và điều hành hoạt động nhóm. Fave Entertainment, công ty con của LOEN Entertainment, được chỉ định là công ty quản lý chính thức. Ngày 25/7, các thực tập sinh và công ty quản lý đã đạt được thỏa thuận chính thức. Hợp đồng sẽ kéo dài 7 tháng nhưng LOEN cũng để ngỏ cơ hội thỏa thuận kéo dài hợp đồng. JBJ được sắp xếp ra mắt với 7 thành viên nhưng sau đó vào ngày 18/10, nhóm được xác định sẽ ra mắt với 6 thành viên, không có Kim Taedong.
Việc Kim Taedong có tham gia nhóm hay không vẫn chưa được quyết định vì những vướng mắc của cậu với công ty chủ quản The Vibe Lable. Vào ngày 27/7, Taedong đã gửi cho công ty chủ quản bằng chứng nhận nội dung và yêu cầu được chấm dứt hợp đồng. Sau đó các bên liên quan bao gồm cả CJ E&M và LOEN đã cố gắng giải quyết vấn đề nhưng đến ngày 7/9 vẫn chưa đạt được thỏa thuận.
Tháng 10/2017, chính thức ra mắt với ca khúc Fantasy và mini-album cùng tên.

### True Colors
Đêm ngày 3/1/2018, JBJ thông báo về album mới mang tên True Colors và những bài hát thuộc album, kèm theo đó là hình ảnh teaser của sáu thành viên trong sáu ngày tiếp theo. Một ngày sau đó, bốn hình ảnh teaser của cả nhóm cũng chính thức được tung ra. Hai ngày sau, teaser cho MV mới của bài hát chủ đề mang tên "My Flower" được tung ra và MV chính thức đã được phát hành ba ngày sau đó.
Cùng với việc MV "My Flower" được chính thức phát hành, các bài hát chủ đề của album cũng được công bố vào 6 giờ tối (KTS) ngày 17/1, JBJ đã tổ chức 1 showcase comeback ở hội trường "Yes 24" mang tên "Joyful Colors" vào 8 giờ tối (KTS) cùng ngày.
Ngày 18/1, Fave Entertainment thông báo rằng fan meeting đi qua khắp Châu Á của JBJ đã được ký kết và kết thúc tại Philippines vào ngày 14/1.
JBJ đã nhận được chiếc cúp đầu tiên với bài hát chủ đề "My flower" vào ngày 26/1 trên chương trình âm nhạc Music Bank.

### Thảo luận về việc gia hạn hợp đồng
Như đã định, JBJ sẽ tan rã vào tháng 4/2018. Tuy nhiên, sáu thành viên đều thể hiện mong muốn được kéo dài hợp đồng so với ban đầu nên đã có một cuộc thảo luận về khả năng ra hạn hợp đồng của họ. Ngày 22/2, Fave Entertainment cùng tất cả các công ty quản lí của từng thành viên đã có một cuộc họp về việc gia hạn hợp đồng đến cuối tháng 12/2018. Vào ngày 14/3, Fave Entertainment thông báo rằng, các công ty quản lí đã quyết định không kéo dài thêm thời gian hoạt động, hợp đồng 7 tháng vẫn sẽ được giữ nguyên và JBJ sẽ tan rã như đã định vào tháng 4/2018. Các thành viên vẫn sẽ tiếp tục hoạt động cho đến khi hợp đồng kết thúc.

### Hoạt động cuối cùng
Vào ngày 15/3, JBJ xác nhận rằng họ sẽ cho ra mắt đĩa đơn cuối cùng vào ngày 17/4 và thông báo về kế hoạch tổ chức một buổi concert và fan meeting trong nước trước khi chính thức tan rã. Ngày 19/3, JBJ thông báo chi tiết về buổi concert cuối cùng mang tên JBJ Really Desirable Concert [Epilogue], sẽ được diễn ra vào ngày 21-22/4/2018 như phần kết thúc của buổi concert đầu tiên Really Desirable Concert đã diễn ra vào tháng 2/2018. Buổi concert được tở chức tại SK Olympic Handball Gymnasium.
JBJ chính thức phát hành album mang tên New Moon vào ngày 17/4. Album bao gồm ba bài hát mới và những bài hát đã có trong hai album trước đó là Fantasy và True Colors.
Ngày 22/4, JBJ chính thức kết thúc buổi concert JBJ Really Desirable Concert [Epilogue] bằng màn biểu diễn cuối cùng của họ.
Vào ngày 30/4/2018, JBJ chính thức tan rã, cùng với đó là sự kết thúc hợp đồng của các thành viên với Fave Entertainment.

## Thành viên
| Tên khai sinh | Tên khai sinh | Tên khai sinh     | Tên khai sinh      | Ngày sinh         | Nơi sinh                                 | Quốc tịch  | Công ty quản lý         |
| Latinh        | Hangul        | Hanja Kanji Hanzi | Hán Việt           | Ngày sinh         | Nơi sinh                                 | Quốc tịch  | Công ty quản lý         |
| Noh Tae-hyun  | 노태현        | 盧太鉉            | Lỗ Thái Hiền       | 15 tháng 10, 1993 | Seoul, Hàn Quốc                          | Hàn Quốc   | Star Crew Entertainment |
| Takada Kenta  | 타카다 켄타   | 高田健太          | Cao Điền Kiện Thái | 10 tháng 1, 1995  | Fujioka, Gunma, Nhật Bản                 | Nhật Bản   | Star Road Entertainment |
| Kim Sang-gyun | 김상균        | 金相均            | Kim Thành Khuân    | 23 tháng 5, 1995  | Daegu, Hàn Quốc                          | Hàn Quốc   | Hunus Entertainment     |
| Kim Yong-guk  | 김용국        | 金龍國            | Kim Long Quốc      | 2 tháng 3, 1996   | Hòa Long, Diên Biên, Cát Lâm, Trung Quốc | Trung Quốc | Choon Entertainment     |
| Kwon Hyun-bin | 권현빈        | 權玄彬            | Quyền Hiền Bân     | 4 tháng 3, 1997   | Seoul, Hàn Quốc                          | Hàn Quốc   | YGKPlus                 |
| Kim Dong-han  | 김동한        | 金東漢            | Kim Đông Hán       | 3 tháng 7, 1998   | Daegu, Hàn Quốc                          | Hàn Quốc   | Oui Entertainment       |

## Danh sách đĩa nhạc

### Mini-album
| Tên                                                                                       | Thông tin album | Danh sách bài hát                                                                                             | Thứ hạng cao nhất | Thứ hạng cao nhất | Thứ hạng cao nhất | Doanh số                      |
| Tên                                                                                       | Thông tin album | Danh sách bài hát                                                                                             | HQ                | NB                | TG                | Doanh số                      |
| Fantasy                                                                                   | - Phát hành: 18 tháng 10 năm 2017 - Hãng đĩa: Fave Entertainment, CJ E&M, LOEN Entertainment - Định dạng: CD, tải nhạc số | Danh sách 1. J.B.J. (Intro) 2. Fantasy 3. Say My Name 4. 오늘부터 5. 꿈을 꾼 듯 6. 예뻐 (CD Only)             | 3                 | 15                | 15                | - KOR: 134,900+ - JPN: 8,234  |
| "—" cho biết Album không lọt vào bảng xếp hạng hoặc không được phát hành tại khu vực này. | | |                   |                   |                   |                               |
| True Colors                                                                               | - Phát hành: 17 tháng 1 năm 2018 - Hãng đĩa: Fave Entertainment, CJ E&M, LOEN Entertainment - Định dạng: CD, tải nhạc số  | Danh sách 1. True Colors 2. On My Mind 3. 꽃이야 (My Flower) 4. Moonlight 5. Wonderful day 6. 매일 (Everyday) | 1                 | 5                 | 8                 | - KOR: 123,034+ - JPN: 19,950 |

## Video âm nhạc
| Năm  | Tên            | Ngày phát hành       |
| 2017 | Fantasy        | 18 tháng 10 năm 2017 |
| 2018 | My Flower      | 17 tháng 1 năm 2018  |
| 2018 | Call your name | 17 tháng 4 năm 2018  |

## Giải thưởng và đề cử

### Asia Artist Awards
| Năm  | Hạng mục          | Đề cử cho | Kết quả   |
| ---- | ----------------- | --------- | --------- |
| 2017 | Popularity Award  | JBJ       | Đề cử     |
| 2017 | Rising Star Award | JBJ       | Đoạt giải |

### Korean Culture and Entertainment Awards
| Năm  | Hạng mục          | Đề cử cho | Kết quả   |
| ---- | ----------------- | --------- | --------- |
| 2017 | Kpop Singer Award | JBJ       | Đoạt giải |

### Golden Disc Awards
| Năm  | Hạng mục                | Đề cử cho | Kết quả |
| ---- | ----------------------- | --------- | ------- |
| 2018 | New Artist of the Year  | JBJ       | Đề cử   |
| 2018 | Global Popularity Award | JBJ       | Đề cử   |

### Gaon Chart Music Awards
| Năm  | Hạng mục                       | Đề cử cho | Kết quả |
| ---- | ------------------------------ | --------- | ------- |
| 2018 | New Artist of the Year (Album) | FANTASY   | Đề cử   |

### Seoul Music Awards
| Năm  | Hạng mục             | Đề cử cho | Kết quả |
| ---- | -------------------- | --------- | ------- |
| 2018 | New Artist Award     | JBJ       | Đề cử   |
| 2018 | Popularity Award     | JBJ       | Đề cử   |
| 2018 | Hallyu Special Award | JBJ       | Đề cử   |

### V Live Awards
| Năm  | Hạng mục            | Đề cử cho | Kết quả   |
| ---- | ------------------- | --------- | --------- |
| 2018 | Global Rookie Top 5 | JBJ       | Đoạt giải |

### Korean Entertainment Arts Award
| Năm  | Hạng mục                 | Đề cử cho | Kết quả   |
| ---- | ------------------------ | --------- | --------- |
| 2018 | Best Rookie Group (Male) | JBJ       | Đoạt giải |

### Chương trình âm nhạc

#### Music Bank
| Năm  | Ngày       | Bài hát     | Điểm |
| ---- | ---------- | ----------- | ---- |
| 2018 | 26 tháng 1 | "My Flower" | 5531 |

## Chương trình truyền hình

### Chương trình thực tế
| Năm  | Kênh | Tên               | Thành viên | Chú thích |
| 2017 | Mnet | Produce 101 Mùa 2 | Tất cả     | Thí sinh  |
| 2017 | Mnet | Just Be Joyful    | Tất cả     |           |